# Saint-Romain, Côte-d'Or
Saint-Romain är en kommun i departementet Côte-d'Or i regionen Bourgogne-Franche-Comté i östra Frankrike. Kommunen ligger i kantonen Nolay som tillhör arrondissementet Beaune. År 2022 hade Saint-Romain 200 invånare.

## Befolkningsutveckling
Antalet invånare i kommunen Saint-Romain
Referens:INSEE